# Oststraße (Heilbronn)
Die Oststraße liegt im Osten der Innenstadt von Heilbronn und verbindet die Weinsberger Straße bzw. den Adenauerplatz im Norden mit der Stuttgarter Straße bzw. dem Silcherplatz und der Südstraße im Süden. Sie ist Teil der Bundesstraße 27 und eine wichtige Verkehrsader im Osten der Stadt. In der Oststraße befinden sich unter anderem Bauwerke, die unter Denkmalschutz stehen.

## Geschichte
Die Oststraße verläuft einige Hundert Meter östlich parallel zur Heilbronner Allee, wo sich noch bis um 1800 die östliche Siedlungsgrenze der Stadt mit Stadtmauer und Wassergraben befunden hatte. Ab der Industrialisierung im 19. Jahrhundert wuchs die Stadt nach allen Richtungen. Zur Lenkung der oft unkoordiniert erfolgenden Bautätigkeit beauftragte der Gemeinderat im Oktober 1872 den Karlsruher Professor Reinhard Baumeister mit der Erstellung eines Generalbauplanes. Im März 1873 präsentierte Baumeister seinen ersten Planentwurf im Gemeinderat, der u. a. den Neubau von Neckarbrücken vorsah und die bisher entstandenen zusammenhanglosen Vorstädte mit einer Ringstraße („Riesenstraße“) umschloss. Der Städtebau in Heilbronn folgte dann bis etwa um 1900 diesem Plan. Die Oststraße und die Südstraße mit ihren großzügigen Dimensionen sind Teil der von Baumeister erdachten, aber nie zur kompletten Ringstraße ausgebauten Riesenstraße. Nach 1900 wurden Baumeisters Planungen allmählich hinfällig. Die knifflige Verkehrssituation beim Wilhelmskanal im Nordwesten der Altstadt, wo mehrere Wasserwege und Bahnanlagen zu kreuzen gewesen wären, machten die Realisierung einer Ringstraße ohnehin unmöglich.
Der Bau der Oststraße erfolgte unter dem Regierungsbaumeister Ludwig Heuss (1853–1903). Der Vater des späteren Bundespräsidenten Theodor Heuss (1885–1963) war ab 1890 Regierungsbaumeister in Heilbronn.
Wie auch heute noch bestand schon die ursprüngliche Bebauung der Straße, die vor allem im Süden noch teilweise erhalten ist, aus einer Mischung aus Wohn- und Gewerbebauten. Der größte und überregional bedeutendste Betrieb an der Oststraße war die Silberwarenfabrik Peter Bruckmann & Söhne, die sich bis zum Konkurs 1973 an der heutigen Stelle des Landratsamtes befand.

## Bauwerke

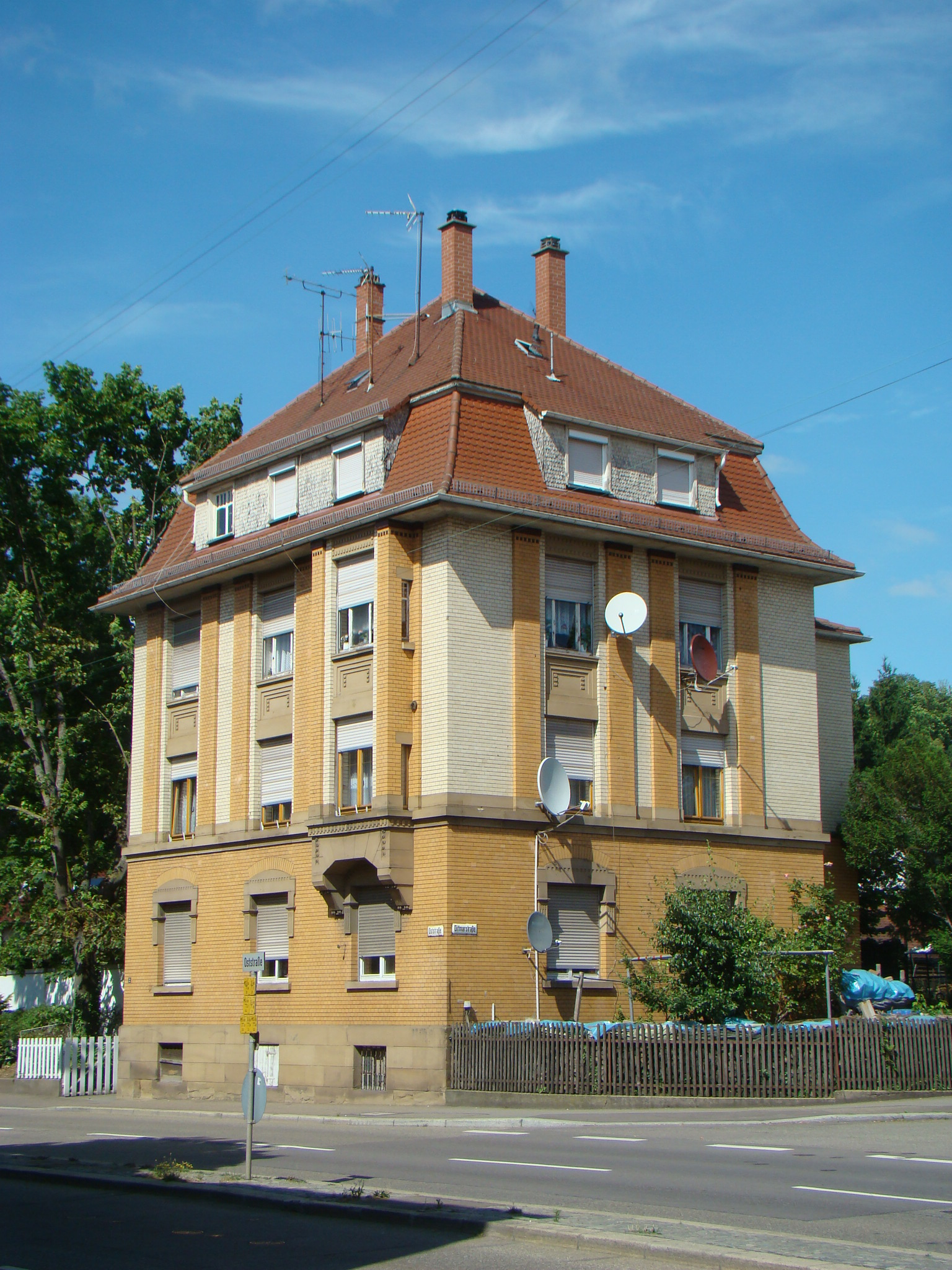
Haus Oststraße Nr. 2

- Das Haus Nr. 2 wurde 1908 für Otto Pfitzer nach den Plänen des Architekten Jakob Saame errichtet.
- Zwischen 1985 und Juni 1989 wurde das Gemeindezentrum der Gemeinschaft Entschiedener Christen Heilbronn in der Nr. 18 erbaut und bis 2011 genutzt. Sie bauten 2014 bis 2015 das neue Gemeindezentrum Silcher-Forum an der Oststraße, nahe der Silcherschule. Seit 2010 befindet sich im ehemaligen Gemeindezentrum die Advent-Schule der Adventsgemeinde Heilbronn.
- Das Doppelhaus Nr. 21 und 23 wurde 1908 nach den Plänen der Architekten Stuber und Beckmann erbaut.
- An der Oststraße befindet sich das Parkhaus des Heilbronner Landratsamts. 2012 wurde ein Wandfries aus Edelstahlrohren des Künstlers Gunther Stilling angebaut. Die Einfahrt befindet sich in der Bruckmannstraße.
- Das Haus Oststraße 25 und Bruckmannstraße 22 wurde 1913 bis 1914 nach den Plänen des Heilbronner Architekten Hubmann erbaut.
- Vor dem Haus Nr. 42 befindet sich ein Stolperstein für die Heilbronnerin Hedwig Eisig (geb. Strauss), die am 26. November 1941 deportiert und in Riga ermordet wurde.[3]
- Das ehemalige Wohnhaus Nr. 44 wurde 1934 bis 1935 nach den Plänen von Stuber und Beckmann für den Damenschneidermeister Karl Laufth errichtet.
- Das Haus Nr. 55 mit dem Hintergebäude Nr. 55 a wurde 1900 von den Architekten Maute und Moosbrugger erbaut.[4] Ab 1928 machte das Unternehmen Baier & Schneider An- und Umbauten am Gebäude.[5]
- 1876 bis 1948 befand sich im Gebäudekomplex Nr. 72 die Essig-, Spiritus- und Presshefefabrik Lindenmeyer & Co. Ab 1877 wurden ein Dampfkesselhaus, eine Malzkaffeerösterei und eine große Darre an- und eingebaut.[6] 1919 zog das Unternehmen in die Neckarsulmer Straße um. 1941 kamen Wohlfahrtseinrichtungen hinzu. 1942 wurde ein Gebäude wiederhergestellt, das durch einen Luftangriff beschädigt wurde.  1945 bis 1948 wurde die Malzextrakt- und Malzkaffeefabrik wieder instand gesetzt.
- Seit 1951 wird die Nr. 83 als Tankstelle genutzt.
- Zwischen 1909 und 1911 wurde das Wohnhaus Nr. 112 nach den Plänen der Architekten Maute und Moosbrugger für den Werkmeister Hermann Huber erbaut.
- Das Haus Nr. 125 hatte am 14. Juli 1971 Richtfest und wurde am 7. August 1973 vom Fernmeldeamt Heilbronn der Deutschen Bundespost bezogen.

### Abgegangene Bauwerke
- Das ehemalige Haus Nr. 24 wurde ab 1911 nach den Plänen von Beutinger & Steiner als Wohnhaus mit chirurgische Privatklinik für den Arzt Karl Hoffmann erbaut. Später hieß sie Klinik Geyer. Von 1950 bis 1954 befand sich dort eine private Frauenklinik, 1954 bis 1989 eine urologische Privatklinik. 1957 ließ Johanna Geyer Kammern im Dachgeschoss einbauen. 1958 gab es weitere Umbauten am Gebäude. Die Evangelische Heimstiftung ließ das Gebäude 1989 zur Altenpflegeschule mit Wohnheim umbauen. Das Gebäude wurde 2013 abgebrochen.
- In den ehemaligen Nr. 39, 41, 43 und 45 stand ab spätestens 1893 ein großer Wohnblock mit Werkswohnungen für die Silberwarenfabrik Bruckmann. In der Mitte des Gebäudes gab es einen durchgehenden Lichthof. Nach dem Zweiten Weltkrieg gab es noch kleinere Um- und Ausbauten, ehe der Wohnblock 1975 bis 1976 abgebrochen wurde.[7]
- Das ehemalige Haus Nr. 40 wurde nach den Plänen des Architekten Hannes Mayer als Wohnhaus mit Praxis für den Mediziner Albrecht Giese erbaut. Dabei wurde die Bauberatung Stuttgart mit eingeschaltet. Ein Anbau mit Dachausbau wurde im Zeitraum 1941 bis 1943 kriegsbedingt nicht genehmigt.
- Im ehemaligen Eckhaus Oststraße 57 und Wollhausstraße 73 befand sich die Wirtschaft zum Gutenberg. 1923 war hier kurz eine Alpakawaren-Fabrik. Der Metzger Robert Staigele ließ die Wirtschaft 1932 zu einer Metzgerei umbauen.
- In der ehemaligen Nr. 99 befand sich ein Wohnhaus mit Büro für den Apotheker Lindenmeyer, die nach den Plänen vom Stuttgarter Architekten Prof. Robert Reinhardt von 1875 erbaut wurde. Als das Haus errichtet wurde, war die Oststraße noch nicht ausgebaut.
- In der ehemaligen Nr. 110 gab es 1907 ein Baugesuch von der Werkmeister-Witwe Louis Huber für ein Wohnhaus, das von den Architekten Maute und Moosbrugger geplant war.
- Das ehemalige Wohnhaus Nr. 114 wurde 1906 nach den Plänen des Architekten Jakob Saame für den Werkmeister Gustav Rohrbach erbaut. Nach der Bombardierung im Zweiten Weltkrieg gab es ein Notdach über der Ruine.